# Toray Pan Pacific Open 1987
Il Toray Pan Pacific Open 1987 è stato un torneo di tennis giocato sul sintetico indoor.
È stata la 12ª edizione del Toray Pan Pacific Open, che fa parte del Virginia Slims World Championship Series 1987. Si è giocato al Tokyo Metropolitan Gymnasium di Tokyo, in Giappone, dal 14 al 20 settembre 1987.

## Campionesse

### Singolare
Gabriela Sabatini ha battuto in finale  Manuela Maleeva con il punteggio di 6–4, 7–6(6)

### Doppio
Anne White /  Robin White hanno battuto in finale  Katerina Maleeva /  Manuela Maleeva con il punteggio di 6–1, 6–2